# Cerro El Zamorano
El Zamorano es un cerro ubicado en el municipio de Colón en Querétaro su cumbre alcanza los 3340 m s. n. m., y marca el límite con el estado de Guanajuato, debido a su ubicación y su altura la humedad en el cerro es idónea para la existencia de vegetación boscosa en buen estado de conservación. El Zamorano se encuentra cubierto por bosque en galería y bosque de encino, el cerro forma parte del área natural denominada Pinal del Zamorano que se descubre como un complejo volcánico constituido por otros cerros como la Mina, el Garbanzo, el Pelón, y la Laguna.

## Características

### Clima
El cerro posee un clima semiárido y templado, con una temperatura media anual entre 12 °C y 18 °C,  su temperatura en el mes más frío entre -3 °C y 18 °C, y la temperatura del mes más caliente no supera los 22 °C.

### Características biológicas
Esta cubierto por bosques de pino piñonero Pinus cembroides, bosque de encino-pino y el bosque de oyamel, además de contar con la presencia matorral espinoso; relictos de selva baja caducifolia, con presencia parcial de mezquites, cedros etc. 
Las condiciones crean una zona biodiversa y rica en fauna silvestre, en él habitan especies reptiles diversas como la serpiente coralillo arlequín, aves como el gavilán pecho canela, carpintero mexicano, halcón peregrino, y lechuzas del género Tyto alba, en la sección de mamíferos coyotes, tlacuache, zorrillo, tejón, lince americano,venados de cola blanca, pumas, zorros y murciélagos.

## Importancia
Es de gran importancia en la recarga de los acuíferos, una importante zona biodiversa que debe ser cuidada y preservada, ya que cuenta con una importante cobertura boscosa en buen estado, la zona además es de importancia económica pues tiene potencial ecoturístico con actividades como senderismo, alpinismo y para acampar.